# Idotarmonides
Idotarmonides is een geslacht van kevers uit de familie  
kniptorren (Elateridae).
Het geslacht is voor het eerst wetenschappelijk beschreven in 1985 door Agajev.

## Soorten
Het geslacht omvat de volgende soorten:
- Idotarmonides anatolicus (Candèze, 1882)
- Idotarmonides bagdadensis (Buysson, 1904)
- Idotarmonides bicolor Platia & Gudenzi, 1999
- Idotarmonides rydhi Platia & Schimmel, 1992